# Glow FM
Glow FM is een lokale omroep gevestigd in Eindhoven die uitzendt onder de licentie van Stichting Omroep Eindhoven.

## Geschiedenis
De zender begon op 31 december 2006 met uitzenden onder de naam Plus FM, nadat de gemeente Geldrop-Mierlo jarenlang zonder lokale zender heeft gezeten. Het eerste jaar werd uitgezonden vanaf een zolderkamer in Geldrop waarna verhuisd werd naar het verzamelgebouw aan het Tournooiveld 10 in Geldrop. Op 4 juli 2011 werd de zender omgedoopt tot Glow FM met als slogan "het licht in Zuid-Oost Brabant".
Op 1 mei 2012 werd Glow FM overgenomen door de Eindhovense lokale omroep Studio040. Beide zenders kregen een nieuw profiel met elk een eigen doelgroep, om samen zoveel mogelijk inwoners uit Eindhoven en Geldrop-Mierlo te bedienen. Vanaf 1 mei 2012 is Glow FM de jongerenzender van Studio040, terwijl Studio040 zich op een doelgroep van 40+ is gaan richten. De studio's zijn sinds die datum ook samen in het hoofdgebouw van Studio040 in Eindhoven gevestigd.
Op 31 augustus 2015 veranderde de slogan met de invoering van een vernieuwd jinglepakket van "het licht in Zuid-Oost Brabant" naar "helemaal hits". Op 1 januari 2018 introduceerde de zender de slogan "Hits Till It Hurts", opnieuw samen met een vernieuwd jinglepakket.
Vanaf 29 december 2024 heeft Glow FM opnieuw een grote verandering ondergaan met de lancering van een compleet nieuwe vormgeving. Tegelijkertijd werd de slogan aangepast naar "Het ritme van de Brainport", waarmee de zender zijn binding met de innovatieve regio rondom Eindhoven benadrukt.

## Talentenzender
Glow FM staat al jaren bekend als station waar radiotalenten ervaring kunnen opdoen. Verschillende landelijke zenders hebben in het verleden hun eigen talenten geadviseerd om radio te gaan maken bij Glow FM om zo vlieguren te maken. Ook in de programmering van Kermis FM zijn vaak veel mensen van Glow FM terug te vinden.
In 2018 werden Rob Janssen (NPO 3FM), Joost Swinkels (Qmusic) en Bas Menting (Radio 538) genomineerd voor de Marconi Award voor Aanstromend Talent. Alle drie deze genomineerden waren DJ bij Glow FM voordat ze de overstap naar de landelijke radio maakten.
Andere radiomakers die vanuit Glow FM landelijk radio zijn gaan maken zijn:
Antoinette van der Weerdt (NPO Radio 1 en Radio4All), Desmond Baidjoe (Radio 538 en Dolfijn FM), Elwin van Gestel (NPO KX en KINK), Gijs Laureijs (NPO 3FM, NPO Radio 4 en SLAM) Jarno van der Wielen (SLAM), Jordy Graat (Omroep Brabant en Radio 538), Lars van Heeswijk (Qmusic, SLAM en Radio 538), Lieke de Kok (NPO 3FM), Lisa Konings (KINK, NPO Radio 1, NPO KX, NPO 3FM, BNR en Qmusic), Luuk van den Braak (Radio 538, 100% NL en Radio 10), Mark Versteden (NPO 3FM en Omroep Brabant), Michiel Jurrjens (Qmusic, SLAM, KINK en BNR), Nelleke Arnout (NPO KX, Omroep Gelderland en Omroep Brabant), Niels van der Veen (100%NL, Radio Veronica en Radio 538), Rein van Haaren (Omroep Brabant, Qmusic en Radio 538), Rory Jonkergouw (RadioNL)
Sinds december 2024 doet Glow FM live verslag van de wedstrijden van PSV.

## Frequenties
Glow FM is via FM in Groot-Eindhoven te ontvangen op 94,00 MHz.
Vanaf november 2017 was de zender te horen op kanaal 8A van DAB+. Dit was onderdeel van een test met lokale radio op DAB+. Glow FM was toen tot 1 januari 2018 te ontvangen via DAB+.
Vanaf mei 2020 is Glow FM in de regio Eindhoven weer te horen op DAB+, nu op kanaal 7B.